# Nata libera (romanzo)
Nata libera: la straordinaria avventura della leonessa Elsa (Born Free, 1960) è un romanzo autobiografico di Joy Adamson. Fu un best seller internazionale negli anni sessanta. In seguito al successo del romanzo, Adamson pubblicò diversi sequel e altre opere dello stesso genere. Nel Meru National Park, in Kenya, si trova uno dei luoghi in cui si svolge la storia di Nata libera; il luogo è stato battezzato Elsa's kopje (la "collina di Elsa") in onore della leonessa protagonista del libro.
Dal libro fu tratto nel 1966 un film omonimo, anch'esso di grande successo e, negli anni settanta, una serie televisiva con lo stesso titolo.

## Trama
I coniugi Adamson (il guardiacaccia George Adamson e sua moglie Joy), residenti in Kenya, adottano Elsa, un cucciolo di leonessa a cui George ha dovuto uccidere la madre. Quando si avvicina il momento in cui dovranno abbandonare il Kenya, i coniugi sono combattuti fra la prospettiva di affidare Elsa a uno zoo o reinsegnarle a vivere in natura.

## Edizioni
- Joy Adamson, Nata libera: la straordinaria avventura della leonessa Elsa, traduzione di Giancarlo Bonacina, collana Tascabili, Bompiani, 2000,  p. 167, ISBN 88-452-4523-3.